# 17091 Senthalir
17091 Senthalir este un asteroid din centura principală de asteroizi.

## Descriere
17091 Senthalir este un asteroid din centura principală de asteroizi. A fost descoperit pe 10 mai 1999 la Socorro, New Mexico, în cadrul proiectului LINEAR. Asteroidul prezintă o orbită caracterizată de o semiaxă mare de 2,78 ua, o excentricitate de 0,13 și o înclinație de 1,9° în raport cu ecliptica.